# 21 Leonis
21 Leonis är en vit stjärna i stjärnbilden Lejonet.
21 Leonis har visuell magnitud +6,85 och kräver fältkikare för att kunna observeras. Den befinner sig på ett avstånd av ungefär 775 ljusår.